# 1-я бригада Армии Людовой имени Земли Люблинской
1-я бригада Армии Людовой имени Земли Люблинской (пол. 1 Brygada AL im. Ziemi Lubelskiej) — это польское партизанское соединение Армии Людовой, которое действовало в 1944 году на оккупированной нацистской Германией территории Люблинского воеводства Польши.

## История
Партизанская бригада была сформирована 20 февраля 1944 года в южной части Люблинского воеводства на базе ранее действовавших в этой местности партизанских отрядов Армии Людовой — в соответствии с приказом командующего II округа AL М. Мочара.
На момент формирования бригада состояла из трёх батальонов, общая численность личного состава составляла 195 чел. Командиром бригады был назначен капитан Владислав Скшипек («Гжибовский»); политическим комиссаром — поручник Вацлав Розга («Стефан»); начальником штаба — капитан Анжей Флис («Максим»).
11 апреля 1944 года командир бригады, капитан Владислав Скшипек, прибывший на переговоры с командованием отряда NSZ в селение Кобыляж, был расстрелян из автоматов, командиром бригады был назначен поручник Феликс Козыра («Блыскавица»).
14 мая 1944 года в составе объединённых сил AL, которыми командовал М. Мочар, бригада участвовала в сражении у деревни Ромблюв в Люблинском воеводстве (немецкая антипартизанская операция «Майгевиттер»). В течение дня партизаны вели бой с частями 5-й танковой дивизии СС «Викинг».
14 апреля 1944 года в Тшидницкой воле попал в засаду и погиб в бою с отрядом NSZ командир бригады, поручник Феликс Козыра, командиром бригады был назначен капитан Анжей Флис («Максим»), ранее занимавший должность начальника штаба (новым начальником штаба стал Михал Искра).
12 мая 1944 года во время бомбардировки был ранен командир бригады, капитан Анжей Флис, новым командиром бригады был назначен капитан Игнаций Борковский («Вицек»).
В конце мая 1944 года численность бригады увеличилась до 1200 чел.. В начале июня 1944 года складывается окончательная структура бригады (штабная рота, партизанские роты, специализированные и вспомогательные подразделения), численность бригады в это время составила около 750 партизан
10-15 июня 1944 года четыре роты из состава бригады в составе объединённых сил AL совместно с советскими партизанами участвовали в сражении в Яновских лесах (немецкая антипартизанская операция «Штурмвинд I»). Партизаны бригады участвовали в оборонительных боях на дороге из Янува на Флисы (в ходе которых огнём из противотанкового ружья партизан Тадеуш Озембло уничтожил немецкий броневик), а затем - в оборонительных боях на Порытых высотах. Вышедшие из окружения в Яновских лесах, 21 июня советские и польские партизаны были снова окружены немцами в Сольской пуще. 21-23 июня 1944 года партизаны бригады вели бои в Сольской пуще (немецкая антипартизанская операция «Штурмвинд II»), но 24 июня с боем прорвали кольцо окружения.
В июле 1944 года партизаны бригады действовали в районе Люблина, с приближением линии фронта они оказывали помощь наступавшим частям Красной Армии.
27 июля 1944 года, после освобождения Люблина, бригада была расформирована, часть личного состава была направлена в Войско Польское, некоторые вошли в состав формирующихся в воеводстве органов власти Польского комитета национального освобождения.